# 15003 Мідорі
15003 Мідорі (15003 Midori) — астероїд головного поясу, відкритий 5 грудня 1997 року.
Тіссеранів параметр щодо Юпітера — 3,230.